# 韦格尔河畔丰特奈
韦格尔河畔丰特奈（法語：Fontenay-sur-Vègre，法語發音：[fɔ̃tnɛ syʁ vɛɡʁ]）是法国萨尔特省的一个市镇，属于拉弗莱什区。

## 地理
韦格尔河畔丰特奈（47°54'13"N, 0°13'16"W）面积11.46 平方千米，位于法国卢瓦尔河地区大区萨尔特省，该省份为法国西北部内陆省份，北起顺时针与奥恩省、厄尔-卢瓦省、卢瓦-谢尔省、安德尔-卢瓦尔省、曼恩-卢瓦尔省和马耶讷省接壤，是法国大西部的入口，连接卢瓦尔河谷、布列塔尼和巴黎盆地。
与韦格尔河畔丰特奈接壤的市镇（或旧市镇、城区）包括：舍维莱、塔塞、韦格尔河畔阿涅尔、尚特奈-维勒迪约。
韦格尔河畔丰特奈的时区为UTC+01:00、UTC+02:00（夏令时）。

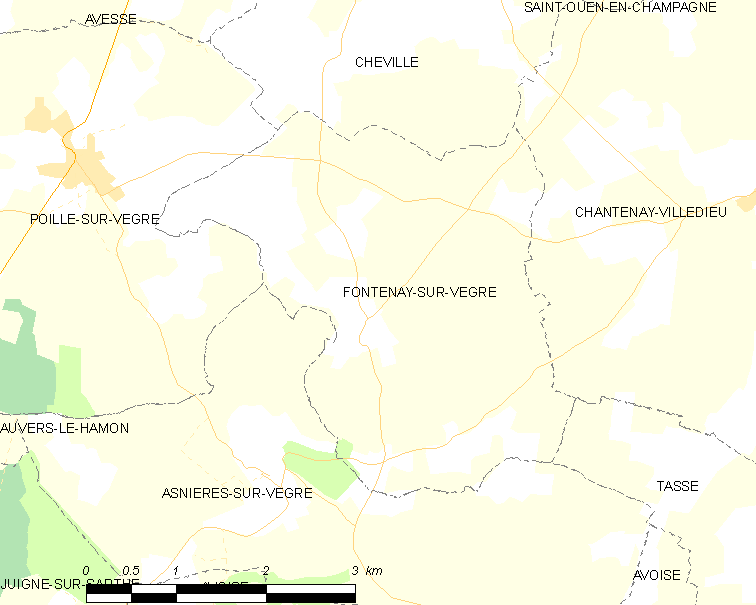
韦格尔河畔丰特奈的OSM定位图

## 行政
韦格尔河畔丰特奈的邮政编码为72350，INSEE市镇编码为72136。

## 政治
韦格尔河畔丰特奈所属的省级选区为卢埃县。

## 人口

1962-2008年间韦格尔河畔丰特奈人口变化图示

韦格尔河畔丰特奈于2022年1月1日时的人口数量为309人。